# 藁科川

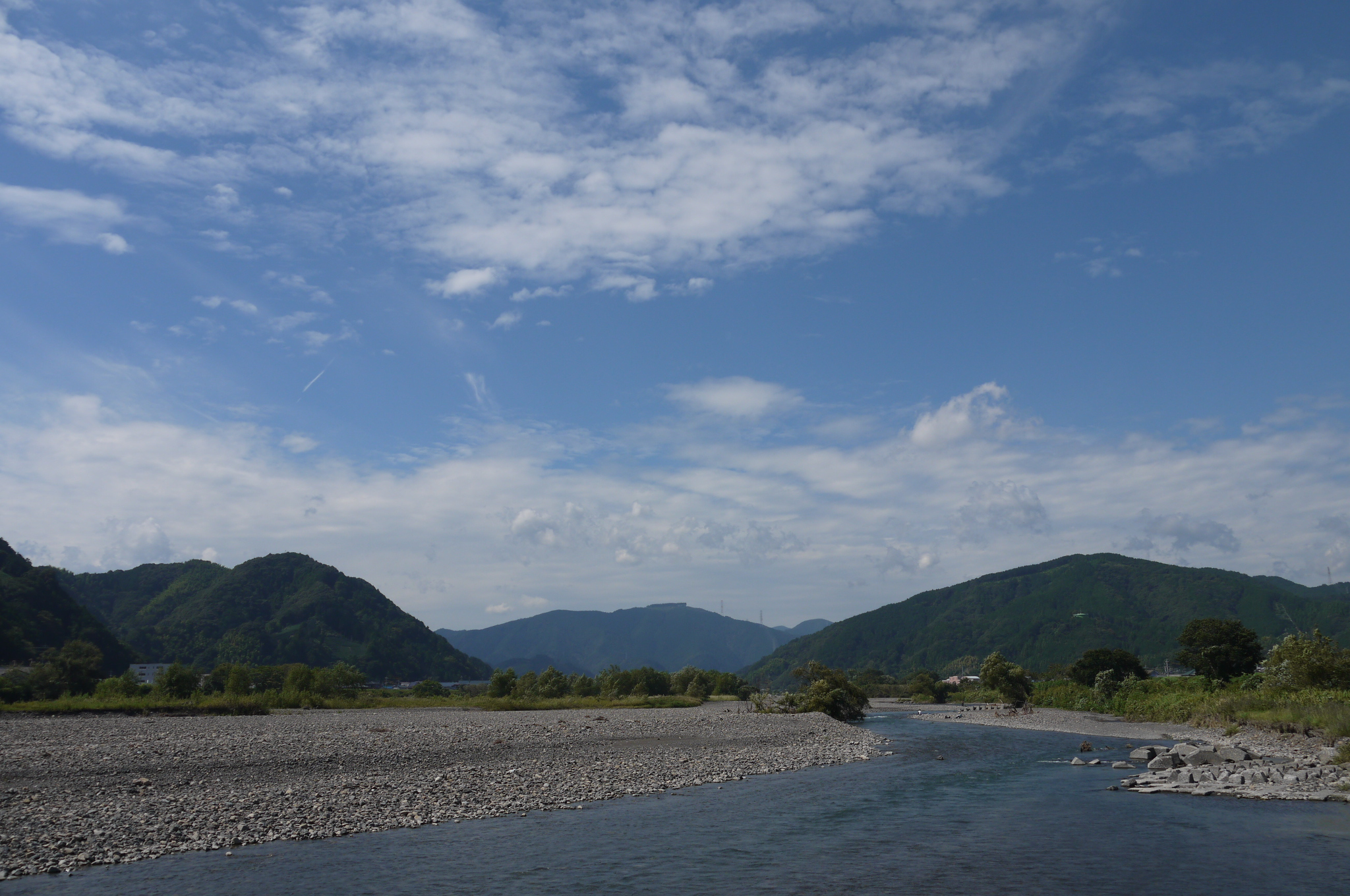
下流。牧ヶ谷橋付近

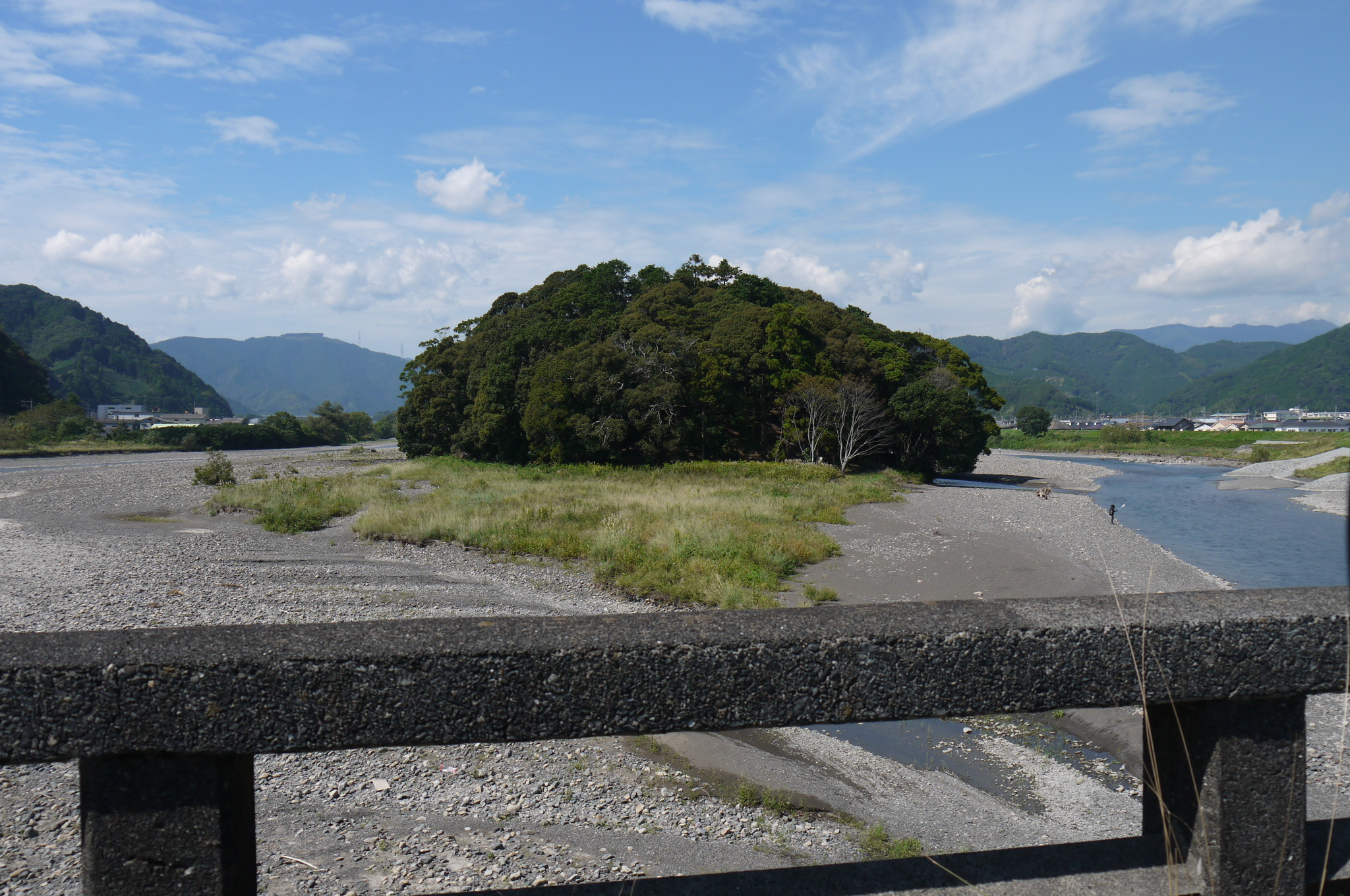
静岡県指定名勝、木枯森

藁科川（わらしながわ）は、静岡県静岡市葵区と駿河区の一部を流れる一級河川。安倍川水系最大の支流である。

## 地理
静岡県静岡市葵区西部の七ツ峰に源を発し南東に流れる。葵区南部で本流の安倍川に合流する。国道362号や静岡県道60号、207号が隣接する。
下流では木枯森（こがらしのもり 木枯ノ森とも）という川中島が見られ、静岡県の指定名勝になっている。この川中島は清少納言の枕草子（能因本）の中でも記されており、駿河国の歌枕として数多くの和歌にその名を刻んでいる。島には八幡神社が建立され、毎年の8月15日 (旧暦)には祭りが行われる。侵食が激しいために1990年（平成2年）から91年（平成3年）にかけて護岸工事が施された。なお、この木枯森より2kmほど下流の安倍川本流との合流地点にも船山という川中島があり、どちらも木魂明神（こだまみょうじん）伝説と深い関わりのある場所である。

## 流域自治体
静岡県
静岡市葵区、駿河区

## 歴史
- 明治時代 - 現在の富沢（とんざわ）付近でダイナマイト爆破工事による流路変更を伴う大規模な治水工事が行われた。
- 1979年（昭和54年）8月18日 - 集中豪雨により静岡市羽島地内の中州が孤立。川遊びをしていた24人が静岡県警察のヘリコプターにより救出[4]。

## 橋梁
- 富沢橋
- 清沢橋
- 富厚里橋
- 藁科川橋（新東名高速道路上部）藁科橋（一般市道、藁科川橋の下部に設置）[5]。
- 牧ヶ谷橋
- 藁科川橋（国道1号・静清バイパス）